# Pyo (Burma)
Pyo (birmanisch ပျို့) ist eine burmesische Gedichtform und war vom 17. bis zum 18. Jahrhundert in Burma eine vorherrschende Form der Poesie. Die früheste erhaltene poetische Literatur in burmesischer Sprache stammt aus der Zeit zwischen 1450 und 1550, und ist bereits größtenteils in der Form des pyo gehalten.

## Format
Pyo folgt klassischen burmesischen Versen und verwendet viersilbige Verse mit Reimen, die vom Ende zum Anfang der folgenden Verse „klettern“. Ein vollständiges Pyo-Werk kann in 200 bis 300 Verse mit durchschnittlich 30 bis 35 viersilbigen Versen unterteilt werden. Dichter verwendeten jedoch viele Mittel, um die Viersilben-Vorgabe zu überwinden, darunter Wiederholungen und Reime.
Das Pyo wird im Allgemeinen in einer Kombination aus zwei Stilen geschrieben; Teile des Gedichts sind in einem einfachen Stil geschrieben, andere Passagen sind in einem kunstvolleren und komplexeren Stil geschrieben, der Metaphern, Vergleiche und Anspielungen einwebt.

## Themen
Die Mehrzahl der Pyo erzählt Episoden aus dem Leben des Buddha oder adaptiert dessen Geburtsgeschichten (Jataka), während eine Minderheit historische Ereignisse oder buddhistische Prinzipien und Philosophie dokumentiert.

## Verfasser und Werke
Pyo wurden größtenteils von buddhistischen Mönchen komponiert, die im Dienste des burmesischen Hofes arbeiteten. Erhaltenen Belegen zufolge begannen jedoch ab den 1570er Jahren auch Laien, Pyo zu komponieren.
Shin Raṭṭhasāras Kogan Pyo (ကိုးခန့်ပျို့) aus dem Jahr 1523, welches auf dem Hatthipāla Jātaka basiert, gehört zu den bekanntesten Pyo im heutigen Myanmar und wird in burmesischen Schulen gelehrt. Shin Maha Silavamsa schrieb zwei Pyo, die auf Buddhas früherer Wiedergeburt als Sumedha Buddha basieren, während Shin Aggasamadhi drei Pyo schrieb, die auf dem Nemi Jātaka basieren. Shin Silavamsas Hsudaungkhan Pyo (ဆုတောင်းခန့်ပျို့; nach dem Sumedhapandita Jātaka) und Shin Raṭṭhasāras Buridat Pyo (ဘူရိဒတ်ပျို့; nach dem Bhūridatta Jātaka) gelten als Beispiele des mittelalterlichen Literaturstils und werden als Meisterwerke der klassischen birmanischen Poesie behandelt.
Der erste Nawade (Titel) war der erste Laie, der in den 1570er Jahren Pyo verfasste. Sein Manohari Pyo (မနောဟရီပျို့) stützte sich auf eines der Paññāsa Jātaka. Alle Laiendichter des Pyo hatten umfangreiche Studien an Klosterhochschulen absolviert. Padethayaza, ein birmanischer Höfling, erweiterte das Repertoire der im Pyo verwendeten Themen, indem er Gedichte verfasste, die auf hinduistischen Erzählungen und historischen Ereignissen basierten, wie etwa der Ankunft thailändischer Gesandter am burmesischen Hof im Jahr 1746 im Yodaya Thanyauk Pyo.